# Trichogrammatoidea thoseae
Trichogrammatoidea thoseae är en stekelart som beskrevs av Nagaraja 1979. Trichogrammatoidea thoseae ingår i släktet Trichogrammatoidea och familjen hårstrimsteklar. Inga underarter finns listade i Catalogue of Life.